# Staromłyniwka
Staromłyniwka (ukr. Старомлинівка, urum. Т’ерменчик) – wieś w rejonie wołnowaskim obwodu donieckiego Ukrainy. Miejscowość liczy 3373 mieszkańców.
Założona greckimi osiedleńcami z Krymu w 1779 roku. Do 1947 roku nazywała się Stary Kremenczyk (ukr. Старий Керменчик).